# Fork

Vývoj linuxových distribucí a jejich odnoží v čase

Fork (z angl. „vidlička, rozcestí“), česky “odnož”, je pojem z oblasti software, označující alternativní větev programu, která je vyvíjena nezávisle a zpravidla i jinými lidmi. Nejčastěji se takové větvení vývoje vyskytuje u otevřeného software, jehož licence bývají navrženy explicitně tak, aby ho umožňovaly.
V historii se například takto mnohokrát rozvětvil operační systém UNIX, z původní verze bylo vytvořeno mnoho forků, nejznámějšími jsou System V a BSD UNIX. Ve světě otevřeného softwaru je asi nejznámějším forkem překladač egcs, který se oddělil od starší verze GCC, nakonec ji zcela nahradil a sám se stal novou verzí gcc. Dosud paralelně vyvíjené jsou textové webové prohlížeče Links a ELinks; ELinks je fork vytvořený ze starší verze Linksu, jehož vývoj zase nezávisle pokračoval programem Links2.
Fork se však nemusí vždy nutně vztahovat pouze na software. Například může kdokoliv vytvořit fork otevřené encyklopedie Wikipedie, pokud si stáhne volně dostupnou databázi dat a použije ji jako základ její nezávislé kopie. (Pokud se však kopie databáze nezávisle nevyvíjí, jde pouze o tzv. mirror.)